# تبني الثورة

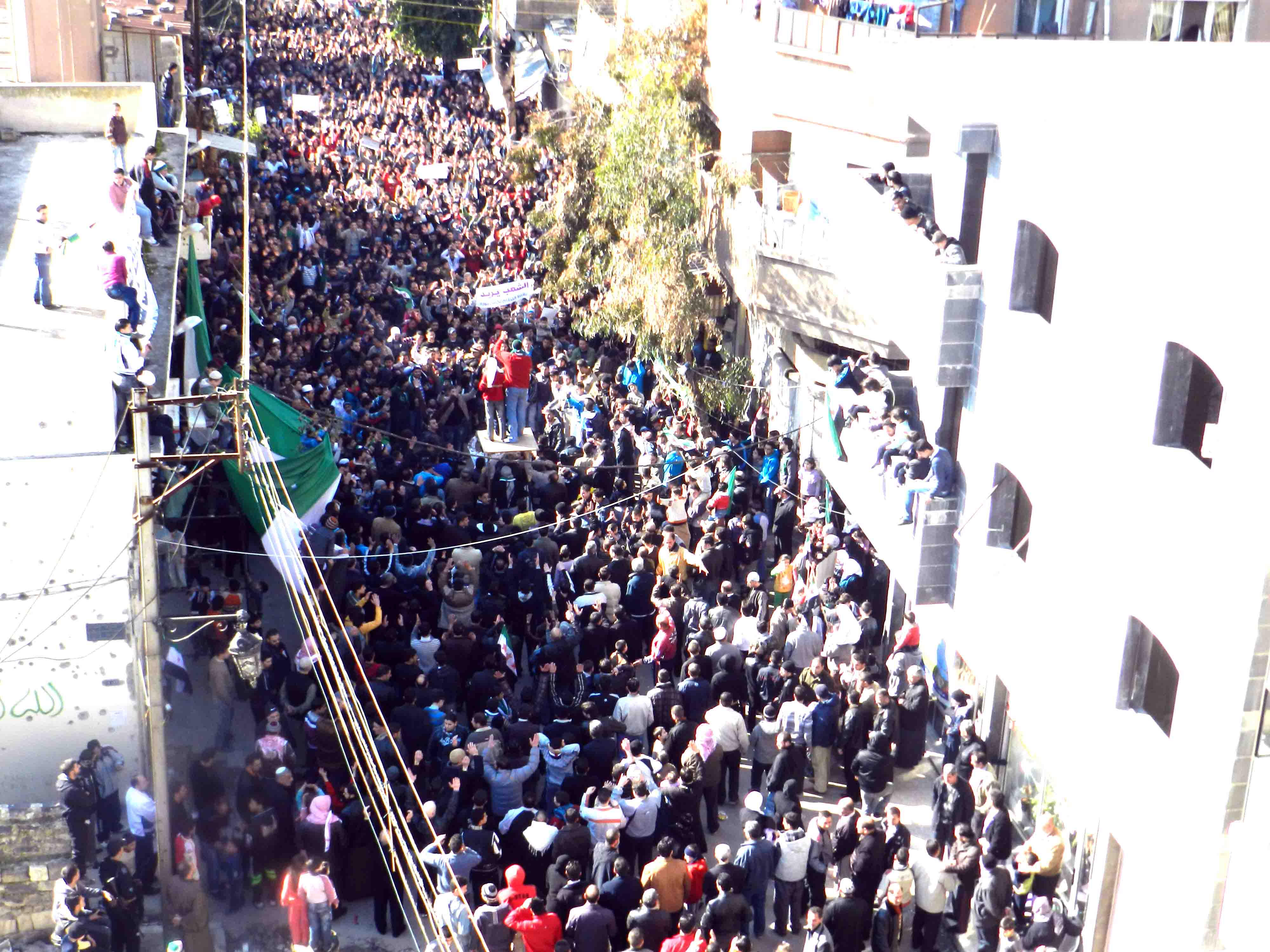
مظاهرة كبيرة في مدينة حمص خلال بدايات الثورة السورية

اعتماد الثورة وتُعرف أيضا باسم احتضان الثورة أو تبني الثورة هي مبادرة تسمح للأفراد والمجتمع المدني من خارج سوريا بتبني الثورة والنشاط فيها من أجل مساعدتهم على إبقائها حية ومحاولة إنجاحها خاصة في ظل كل الظروف التي عصفت وتعصف بها.
يتم جمع التبرعات من أجل دعم المبادرة وتُعد لجان التنسيق المحلية وهي شبكة من المجموعات التي نظمت الاحتجاجات ووثقت الانتفاضة الداعم الرسمي لهذه الحركة. تُحاول اللجان نشر كل المعلومات بمختلف الوسائط في جميع أنحاء العالم، كما تُحاول اللجان إيصال الإمدادات الطبية والمواد الغذائية ومعدات الاتصالات السلكية واللاسلكية مثل أجهزة المودم إلى الناشطين داخل سوريا للحفاظ على قضيتهم على قيد الحياة وحمياتهم من قبضة الرئيس بشار الأسد ومن حكومته التي تُحارب وسائل الإعلام الدولية ونادرا ما تتركها لثوتق ما يحصل.
تمكنت المبادرة منذ إطلاقها في أواخر عام 2011 من الوصول إلى مجموعة من الصحفيين والنشطاء في سوريا ومن ثم تمويلهم ومساعدتهم على توثيق كل ما يتعلق بالثورة السورية. جمعت المبادرة في موقعها على الويب عدة قوائم تضم معلومات تفصيلية عن كل مدينة سورية وحالتها وما تحتاج له.
يقول النشطاء داخل المبادرة أن الأهم هو تمويل خدمات الإنترنت والاتصالات الهاتفية بسبب أن البنية التحتية قد دُمرت في الكثير من المدن خاصة تلك التي تعرضت لقصف مكثف مثل حمص. جذير بالذكر أن "نظام الأسد"وشبيحته منعوا وسائل الإعلام الدولية من دخول سوريا وبالتالي فالعالم الخارجي يعتمد على مثل هذه المبادرات وعلى الصحفيين من داخل سوريا من الحصول على معلومات حول حالة البلد. يقول إلياس بيرابو أحد مؤسسي المبادرة: «التغطية الإعلامية [للثورة السورية] مهمة جدا ... وهي سلاح من بين أسلحة النشطاء» ويُضيف: «المهمة الرئيسية هي توثيق ما يحصل ونقل الخبر للناس في كل أنحاء العالم ... يجب تقديم لمحة لما يحدث على أرض الواقع وإظهار وحشية ما يقوم به نظام بشار ... نحن نحاول تهريب مجموعة من الأشياء مثل الكاميرات وغيرها قبل أن يستولي عليها الجيش ونخسر كل تلك الأفلام الوثائقية.»
لا تقبل مبادرة اعتماد الثورة بأموال الحكومة السورية وتُحاول الحصول على التمويل من مختلف الجهات الثورية مثل الهيئة العامة للثورة السورية وهو تحالف من 40 جمعية معارضة سورية في الخارج.
عانت المبادرة من الكثير من المشاكل بسبب حالة سوريا واستمرار الاشتباكات بين مختلف الجيوش والفصائل. أبرز العقبات التي تقف في طريق المبادرة هي التحويلات الإلكترونية للأموال والتي لا تصل لصاحبها بسبب جماعات تهريب الأموال في البلاد. وتقول اللجان _المرسلة للأموال_ أن جماعات تهريب الأموال _معظمها تابع للحكومة السورية_ تُسيطر شهريا على ما يزيد عن 900 دولار أمريكي ويصل المبلغ في بعض الأحيان إلى 1200 دولار أمريكي في كل تحويلة؛ خاصة أن خدمات البريد السريع في سوريا لم تعد متوفرة بسبب مقتل الكثير من سعاة البريد خلال الطريق.

## وصلات خارجية
- الموقع الرسمي